# Jakob Derbolowsky
Jakob Derbolowsky (* 28. Februar 1947 in Ludwigsburg, Württemberg; † 24. Oktober 2019) war ein deutscher Facharzt für Frauenheilkunde und Geburtshilfe, Psychotherapie, Umweltmedizin sowie der Leiter der Privaten Akademie für Psychopädie in Germering.

## Leben
Jakob Derbolowsky studierte bis 1973 Humanmedizin an der Universität München und in Mexiko. 1974 erlangt er die Approbation. Im Jahre 1976 wurde er mit einer Dissertationsschrift mit dem Thema „Untersuchungen zur gerinnungsphysiologischen Aussagekraft des Äthanoltests in der Schwangerschaft, unter der Geburt und im frühen Puerperium“ zum Dr. med. promoviert. Nach einer entsprechenden Weiterbildung erhielt er 1981 die Facharztanerkennung für Gynäkologie und Geburtshilfe.
Jakob Derbolowsky lebte in Germering bei München, war verheiratet und hatte zwei Kinder. Er ist der Sohn von Udo Derbolowsky.

## Werdegang
Von 1974 bis 1976 war Jakob Derbolowsky am Max-Planck-Institut für Psychiatrie in München tätig. Er war Forschungsstipendiat und arbeitete zum Thema: „Psychische und psychiatrische Erkrankungen in Geburtshilfe/Gynäkologie“ und klinisch-psychiatrische Tätigkeit. Von 1976 bis 1983 war er wissenschaftlicher Assistent an der I. Universitäts-Frauenklinik, München. Danach arbeitete er zehn Jahre als niedergelassener Kassenarzt für Frauenheilkunde und Geburtshilfe, Psychotherapie in Puchheim bei München.
Nach weiteren Zusatzausbildungen führt er die Berufsbezeichnungen für Psychotherapie (1981) sowie für Umweltmedizin (1986).
Seit 1975 nimmt Derbolowsky eine Lehrtätigkeit für Ärzte wahr, hält Seminare für andere Berufe in den Fächern Psychopädie, Psychosomatik, Kommunikation, Psychotherapie, Menschenführung, Entspannungstechniken, Autogenes Training, Balint-Gruppenarbeit (Arzt-Patienten-Beziehung).
Seit 1988 leitete er die von seinem Vater gegründete „Privaten Akademie für Psychopädie“. Daneben hatte er einen Lehrauftrag der Pädagogischen Akademie Linz.

## Schwerpunkte
Derbolowskys Schwerpunkte lagen im Bereich der Psychotherapie, Psychosomatik, Psychopädie, Psycho-Onkologie (u. a. mit C.B. Bahnson), Kommunikation, Erziehung, Selbst-Coaching, Entspannung.
Zu dem Schwerpunkt im Bereich der Psychotherapie und psychosomatischen Medizin kam Derbolowsky über seinen Vater Udo Derbolowsky, bei dem Jakob Derbolowsky eine Zusatzausbildung in Psychopädie und -therapie machte.
Bekannt wurde Derbolowsky auch durch das von ihm und seinem Vater Udo Derbolowsky entwickelte Trophotraining, ein Entspannungsverfahren, das auch mit wenig Zeitaufwand und schon nach kurzer Übung mit dem Ergebnis einer Tiefenentspannung durchgeführt werden kann. Derbolowskys Bücher hierzu sind inzwischen auf Slowenisch und Niederländisch erschienen.

## Mitgliedschaften
- ehemaliger Vorsitzender der Deutschen Gesellschaft für Trophotraining und Psychopädie e.V.
- Beirat der AG Natum in der Deutschen Gesellschaft für Gynäkologie und Geburtshilfe
- Beirat der Gesellschaft für Therapeutische Hypnose (GTH)
- Beirat der Ärztegesellschaft Erfahrungsheilkunde e.V.
- Internationales und Deutsches Collegium für Psychosomatische Medizin
- Deutsche Balint-Gesellschaft
- Allgemeine Ärztliche Gesellschaft für Psychotherapie
- Deutsche Gesellschaft für Gynäkologie und Geburtshilfe
- Ehemaliger Präsident der Internationalen Gesellschaft für Psychotherapie und Psychopädie e.V.
- ehemaliger Vorstand der Deutsch-Spanischen Gesellschaft für Gynäkologie und Geburtshilfe

## Veröffentlichungen (Auswahl)
- Blitzentspannung, AOK-Verlag, 2. Auflage, 2006
- mit Udo Derbolowsky: Liebenswert bist Du immer. So schützen Sie Ihre seelische Gesundheit, Verlag Junfermann, Paderborn, 2. Auflage, 2005
- mit Udo Derbolowsky: Praktische Psychotherapie, Verlag f. Med., Heidelberg 1990
- So fühle ich mich wohl – TrophoTraining, Psychopädica Verlag, 4. Auflage, Germering 2006